# Улица Пилс (Рига)
Улица Пилс (латыш. Pils iela, За́мковая улица) — улица в Риге, в историческом районе Старый город. Ведёт от площади Пилс до Домской площади. Длина улицы — 226 метров.

## История
Существует с начала XIV века. Древнейшее название — улица Редерю, по фамилии местных домовладельцев. С середины XV века получила своё нынешнее название (Замковая) — как дорога, ведущая в Рижский замок. Во время археологических раскопок здесь обнаружены фрагменты городских укреплений XIII—XIV веков.

## Достопримечательности

Ул. Пилс, д. 9

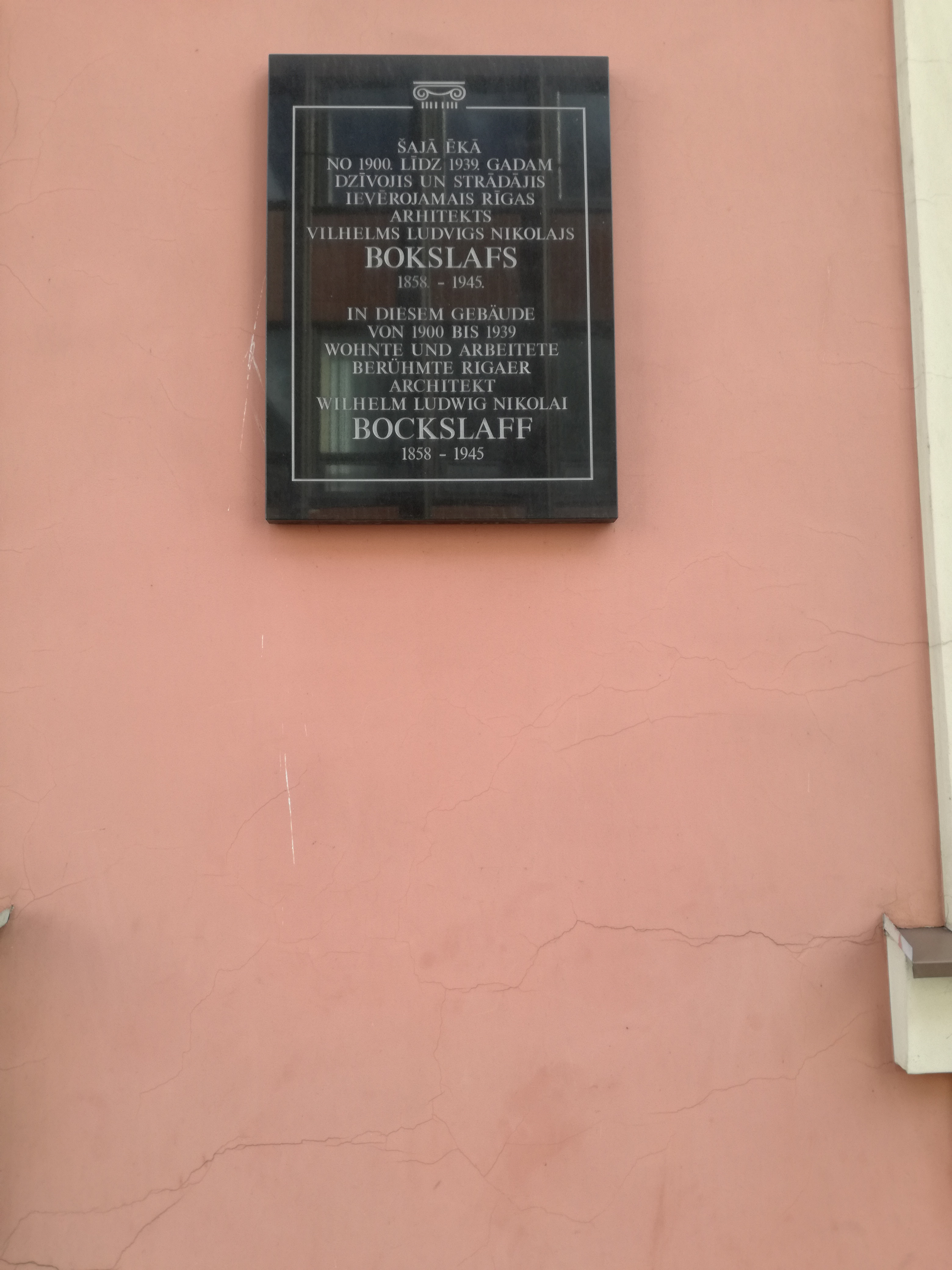
Доска Бокслафy в Риге. Ул. Пилс, д. 9

- д. 5  — Римско-католическая церковь Богородицы, дом священника (XVIII век).
- д. 6 — Один из классических бюргерских жилых дом, построен в 1795 году, архитектор Кристоф Хаберланд.
- д. 7 — Жилой дом (1790, архитектор Кристоф Хаберланд, перестроен в 1893 году по проекту архитектора Эдмунда фон Тромповского).
- д. 9 — Жилой дом (1793, архитектор Кристоф Хаберланд). С 1900 по 1939 год жил архитектор Вильгельм Бокслаф).
- д. 11 — посольство Дании (бывший клуб английских моряков, построен в 1901 году, архитектор Вильгельм Бокслаф).
- д. 12 — Гостиница «Гранд Палас» (бывший Национальный банк, построен в 1877 году, архитектор Янис Бауманис, в 1999—2000 годах перестроен в отель).
- Самым старым жилым строением в Риге в начале XX века считался дом Вандеберга, стоявший на месте д. 13 , на углу с улицей Акла. Это небольшоё здание с высоким готическим фасадом в традициях архитектуры XIV—XV веков многократно перестраивалось, а 1905 году было снесено[2]. На этом месте был возведен жилой дом (1905, архитектор Альфред Ашенкампф, реконструкция 1994—1996 годов).
- д. 14 — Жилой дом XVII—XVIII веков, перестроен в 1929 году по проекту архитектора Владимира Шервинского.
- д. 17 — Жилой дом (XVIII—XIX век).
- д. 18 — Жилой дом (1876, архитектор Фридрих Вильгельм Гесс).
- д. 20 — Жилой дом (XVII век, перестроен в 1806 и в 1888 годах).
- д. 21 — Жилой дом (1698, построен для рижского губернатора, реконструирован в 1993 году по проекту архитектора Э. Калныньша). В доме жил, а потом владел им А. Д. Меншиков[3].
- д. 23 — бывший биржевой банк (1887, архитектор Генрих Шель,

перестроен в 1927 году по проекту архитектора Николая Герцберга).
Дом на углу с улицей Миесниеку (№ 1) — один из классических бюргерских жилых домов, построен в 1779 году, архитектор Кристоф Хаберланд, отремонтирован в 1997 году по проекту архитектора Эдуарда Гейера.
У выхода улицы на Домскую площадь находится Художественный музей «Рижская биржа». Здание построено для Рижской фондовой биржи в 1852—1855 годах, архитектор Харальд фон Бозе. Реставрация 2008—2011 годов.

## Улица в кинематографе
- д. 23 в фильме «XX век начинается» выступал как «дом Джеймса Уолтера»[5]

### Галерея

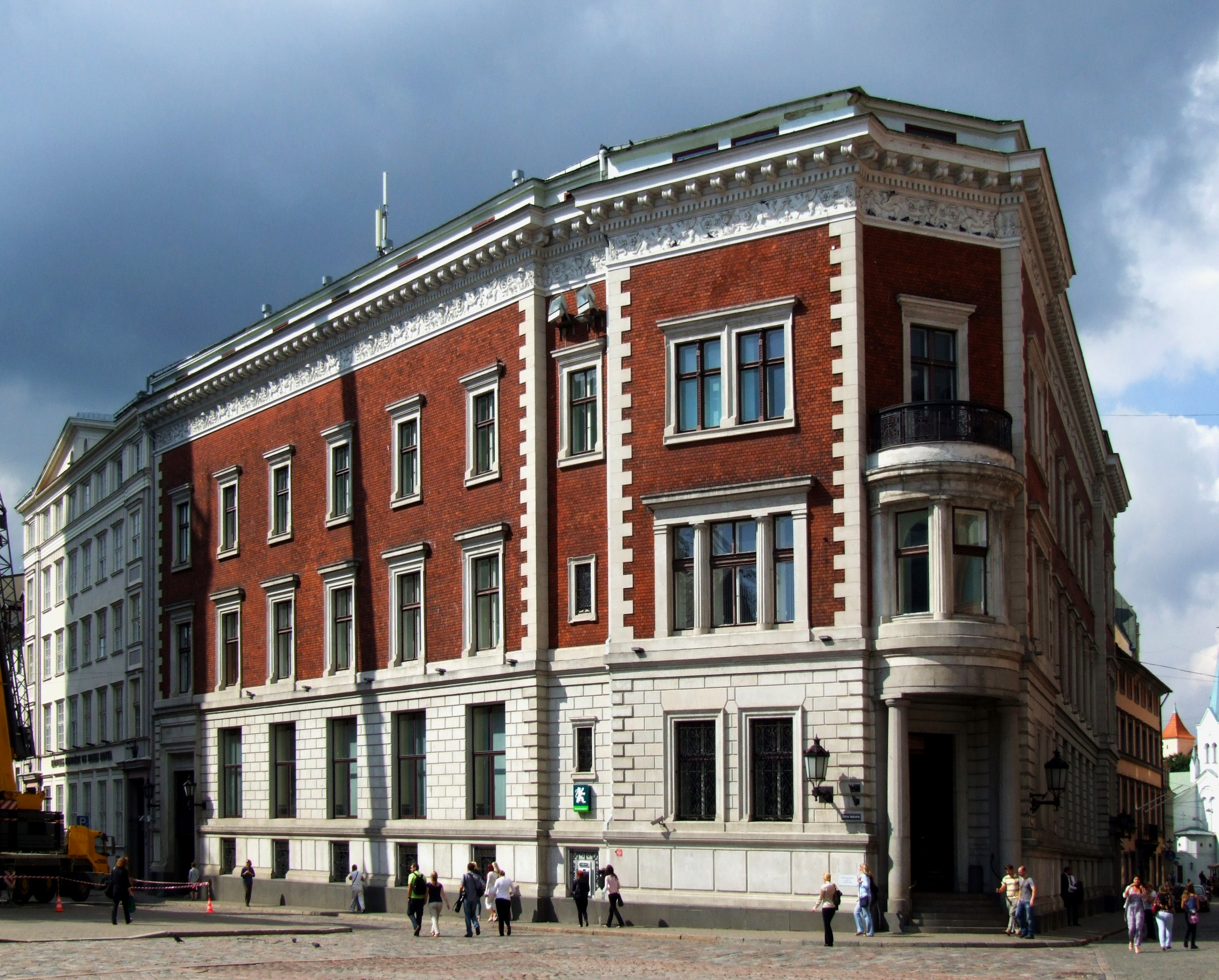
Бывший биржевой банк «дом Джеймса Уолтера»
Церковь Скорбящей Богоматери
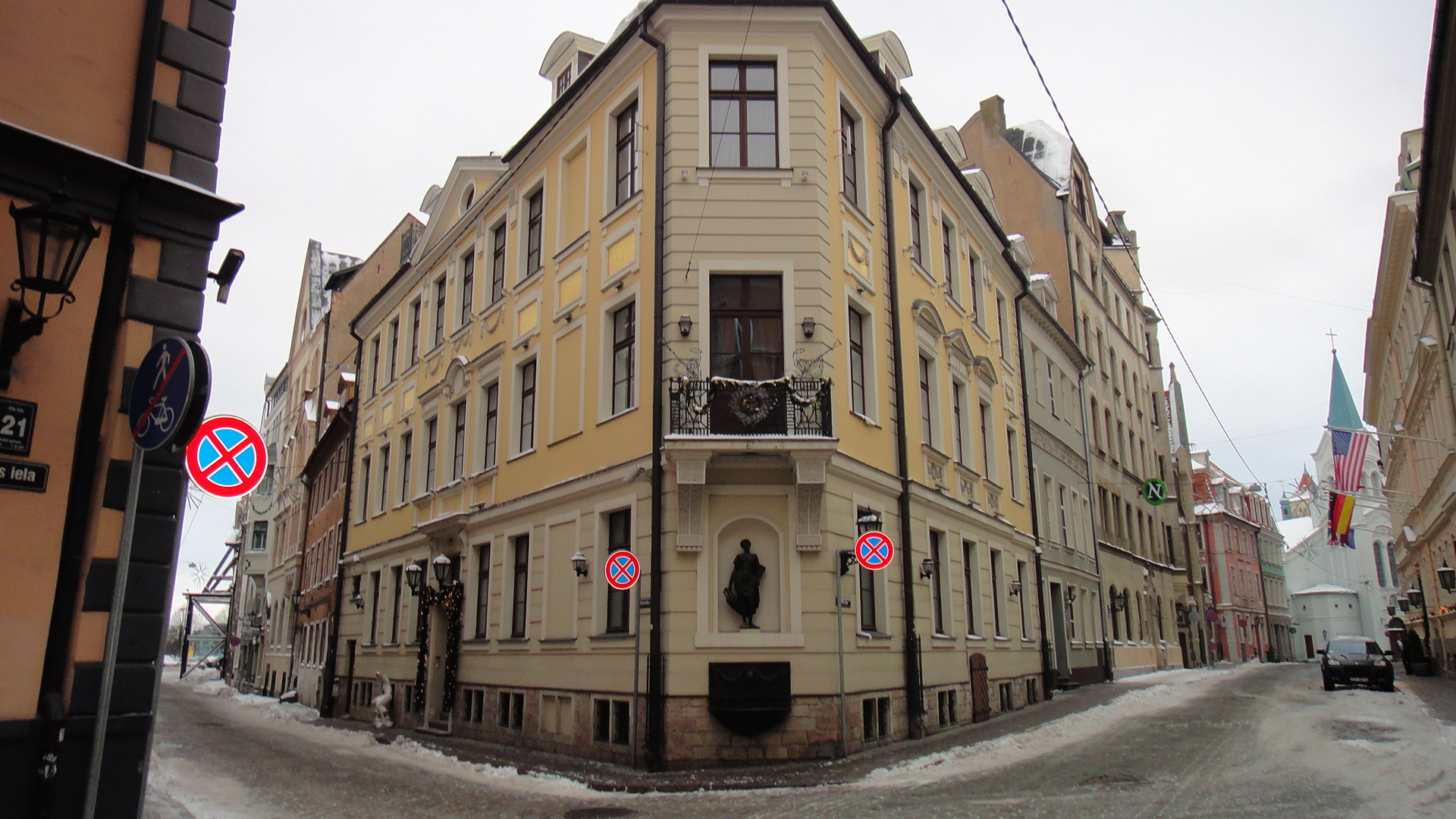
ул. Миесниеку, д. 1, архитектор Кристоф Хаберланд
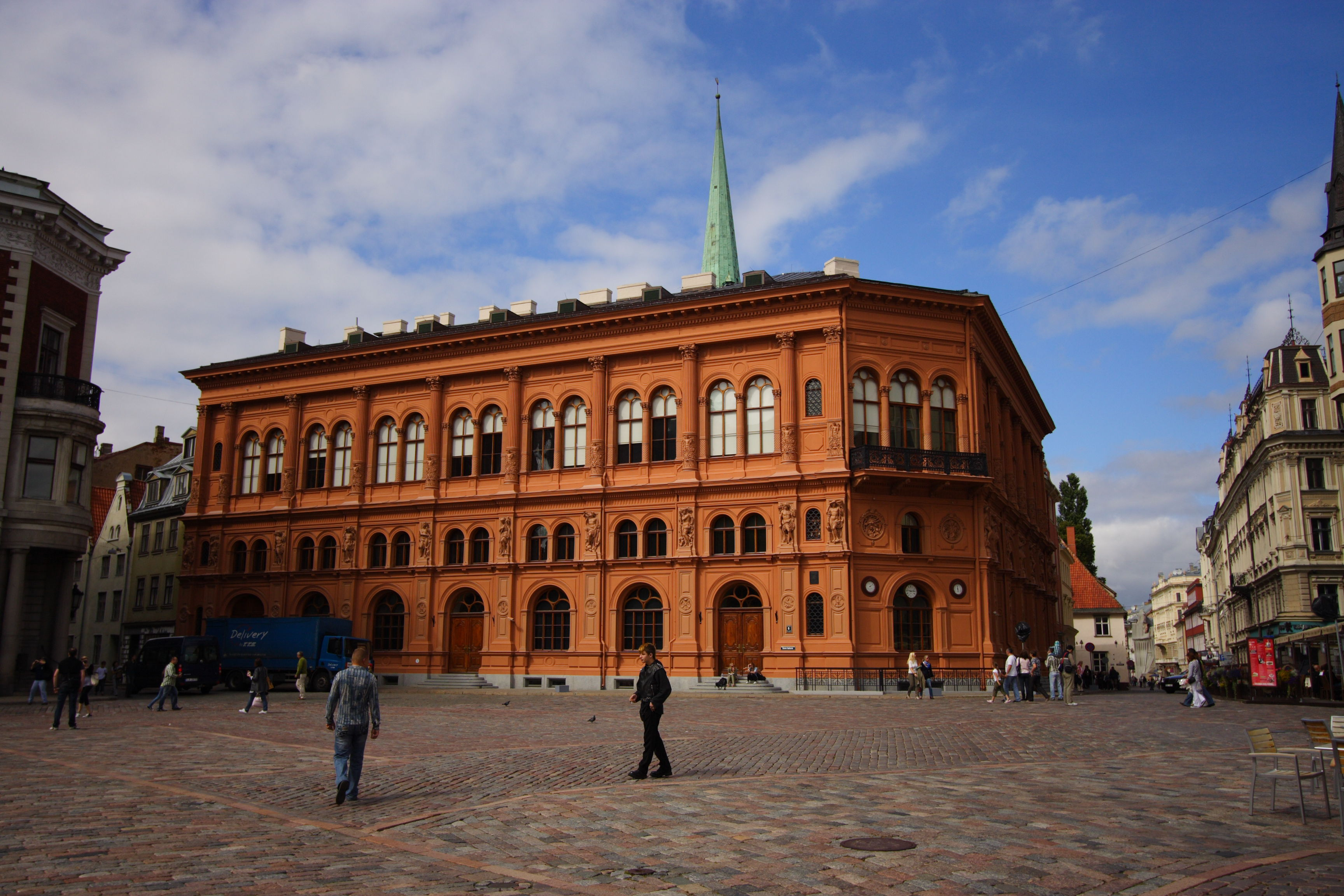
Художественный музей «Рижская биржа»
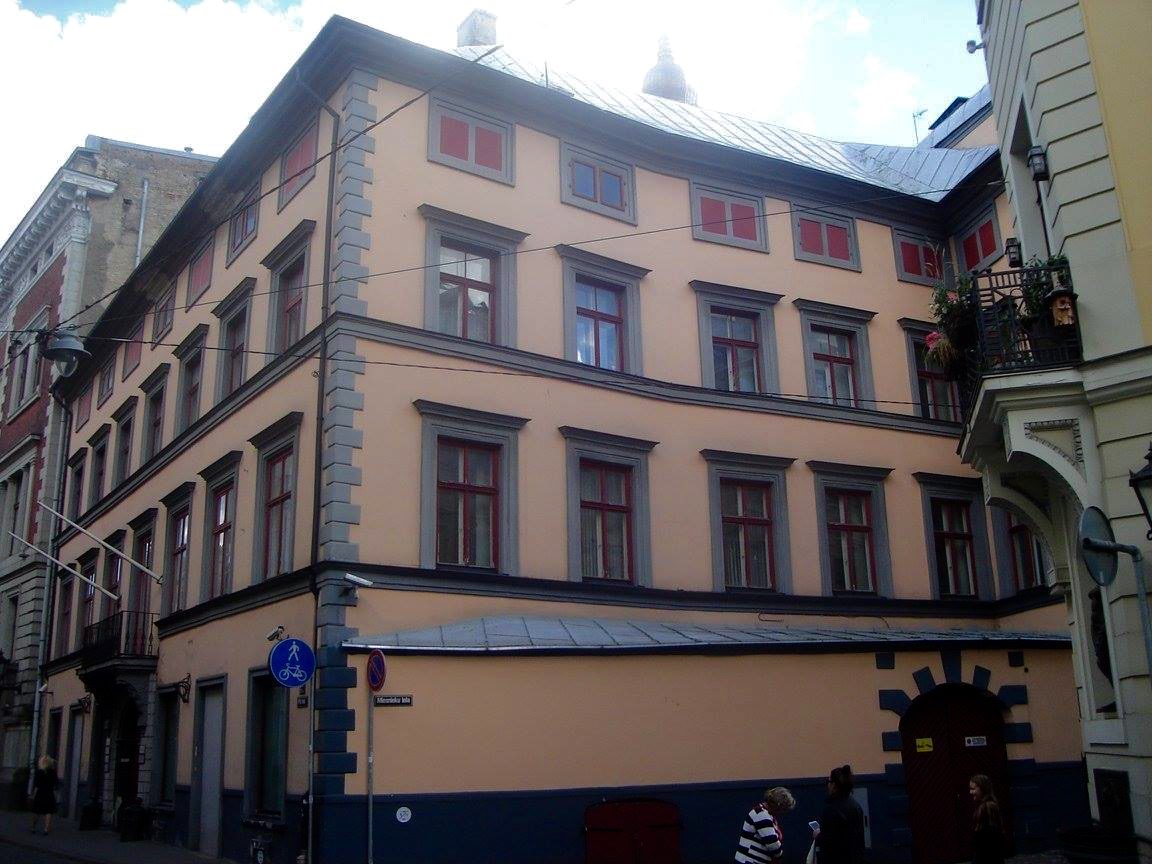
«Дом А. Д. Меншикова»